# Zamarada amicta
Zamarada amicta là một loài bướm đêm trong họ Geometridae.